# Birker Ley
Die Birker Ley ist eine 377 Meter hohe Erhebung in Rheinland-Pfalz an der Grenze zwischen Mudersbach-Niederschelderhütte und Siegen-Niederschelden. 
Von diesem Berg kann man fast ganz Siegen überblicken, er ist heute über den SchieferErzEisen-Weg zugänglich.
Etwa 80 m unterhalb befindet sich eine Schlackehalde aus Abfallprodukten der Charlottenhütte, die von 1856 bis 1968/69 in Betrieb war. 
Wegen der Bewaldung hat man von der Birker Ley nur geringe Sichtweite. Besser ist die Sicht in Richtung Siegen und Oberschelden von der Schlackenhalde der Charlottenhütte.